# Onin-oorlog

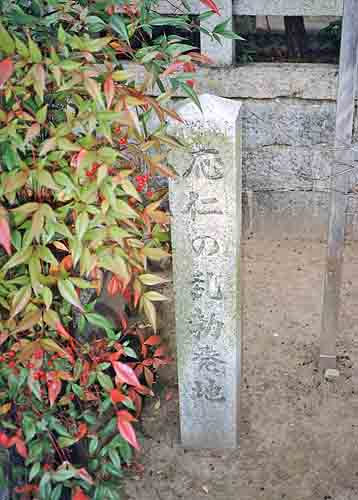
Markering van de plek waar de Ōnin-oorlog uitbrak

De Ōnin-oorlog (応仁の乱, Ōnin no Ran) was een burgeroorlog die van 1467 tot 1477 woedde in Japan. De oorlog begon als onenigheid binnen het Ashikaga-shogunaat over de positie van de volgende shogun, maar escaleerde al snel tot een landelijke oorlog tussen het shogunaat en de verschillende daimyo. De oorlog was tevens aanzet tot de Sengoku-periode, waarin Japan door vele kleine burgeroorlogen werd verscheurd, en het begin van de ondergang van het Ashikaga-shogunaat.

## Benaming
De naam Ōnin refereert aan de Japanse tijdsperiode na Bunsho en voor Bunmei.

## Aanzet
De Ōnin-oorlog begon als een conflict over wie er shogun zou worden na de dood of aftreding van Ashikaga Yoshimasa.
In 1464 had Yoshimasa nog geen erfgenaam. Daarom drong hij er bij zijn jongere broer, Ashikaga Yoshimi, op aan om zijn leven als monnik op te geven zodat hij de opvolger kon worden. In 1465 kreeg Yoshimasa echter onverwacht een zoon, Yoshihisa, waardoor Yoshimi niet langer aanspraak kon maken op de titel van Shogun. Dit veroorzaakte onenigheid tussen de twee broers.
Tegen 1467 had de onzekerheid over wie Yoshimasa zou gaan opvolgen; zijn zoon of zijn broer, een breuk veroorzaakt tussen de verschillende clans van Japan. Uiteindelijk waren het Hosokawa Katsumoto en Yamana Sōzen die als eerste met elkaar in gevecht gingen, waarna de rest van de clans volgde.

## Gevechten
Juli 1467 wordt over het algemeen gehanteerd als de periode waarin de Ōnin-oorlog officieel begon, daar de gevechten toen echt uitbraken. In september dat jaar werd Kioto aangevallen. Het noordelijke deel van de stad werd verwoest en de inwoners vluchtten massaal weg.
Zowel Yamana Sōzen als Hosokawa Katsumoto stierven in 1473, maar de oorlog ging zonder hen gewoon door. Geen van beide partijen had enig idee waar de oorlog toe zou leiden of hoe er een einde aan kon worden gemaakt. Wel verloren veel clans hun grondgebieden en rechten. Ōuchi Masahiro, een van de generaals van Yamana-clan, verbrandde zelfs zijn eigen stuk van Kioto en verliet daarna het gebied. Tegen 1477, 10 jaar na het uitbreken van de oorlog, was van Kioto niet veel meer over. Geen van beide partijen had zijn doel bereikt.
Tijdens het hele gebeuren besteedde Ashikaga Yoshimasa echter weinig aandacht aan de oorlog. Hij hield zich bezig met culturele activiteiten zoals dichtkunst, en het maken van plannen voor het bouwen van de Ginkaku-ji.
De Ōnin-oorlog, en vooral het feit dat de shogun zich er niet mee bemoeide, lokte kleinere oorlogen tussen de daimyo’s uit. De oorlog verspreidde zich vanuit Kioto over heel Japan. In de provincie Yamashiro ontstond een breuk in de Hatakeyama-clan, waarna beide clanhelften elkaar bevochten. Op den duur waren de boeren en ji-samurai het zat, en kwamen in opstand tegen hun landheren. Ze richtten hun eigen legers op genaamd 'Ikki', welke een serieuze bedreiging gingen vormen voor de clanlegers.

## Nasleep
Na de Onin-oorlog, viel het Ashikaga-shogunaat geheel uiteen. De Hosokawa-clan greep de macht binnen het shogunaat. In 1490 werd Yoshimi's zoon Yoshitane shogun, maar in 1493 werd hij verdreven door de Hosokawa Kanrei. Hij vluchtte naar Yamaguchi, de hoofdstad van de Ouchi-clan, welke hem te hulp kwam met hun leger. In 1508 greep deze clan de macht binnen het shogunaat met Yoshitane als de shogun. Nadien begon een grote reeks kleinere oorlogen om de macht over het shogunaat te krijgen en te behouden. Zowel de Ouchi als de Hosokawa kwamen ten val door verraad van een vazalfamilie.

## Chronologie
Voorafgaand
- 1443 Ashikaga Yoshimasa wordt shogun.
- 1445 Hosokawa Katsumoto wordt de kanrei van Kioto.
- 1449 Ashikaga Shigeuji verstigt zich in Kanto.
- 1457 Ōta Dōkan bouwt het Edo-jō.
- 1458 Yoshimasa bouwt het Muromachipaleis.
- 1464 Ashikaga Yoshimi vraagt zijn broer om zijn opvolger te worden.
- 1465 Tomi-ko bevalt van Ashikaga Yoshihisa
- 1466 Yamana Sōzen en Hosokawa Katsumoto verzamelen hun troepen nabij Kioto.

Oorlog
- 1467 De Onin-Oorlog begint. Yamana wordt tot rebel verklaard. In november wordt de Shokokuji vernietigd.
- 1468 Yoshimi loopt over naar Yamana's kant
- 1469 Yoshimasa benoemt Yoshihisa tot opvolger.
- 1471 Ikkō-ikki, een Boeddhistische sekte, verkrijgt een sterke machtspositie in het noorden van Japan.
- 1473 Yamana en Hosokawa sterven.
- 1477 De Ōuchi-clan verlaat Kioto. Einde van de Ōnin-oorlog.

Nasleep
- 1485 Boeren komen in opstand in Yamashiro.
- 1489 Yoshihisa sterft.
- 1490 Yoshimasa sterft. Ashikaga Yoshitane [ja] wordt shogun.
- 1492 Hojo Soun wordt meester van Izu.
- 1493 Yoshitane wordt verbannen.
- 1494 Hosokawa Masamoto wordt de kanrei van Kioto.
- 1495 Soun vervovert Odawara.
- 1508 Ōuchi helpt Yoshitane weer aan de macht te komen.
- 1545 Hojo Ujiyasu verslaat de Uesugi-clan bij Kawagoe.
- 1551 De Ōuchi worden verslagen in de Slag bij Miyajima.
- 1554 De Mori nemen het land van de Ouchi over.
- 1555 Uesugi Kenshin en Takeda Shingen vechten in de Slag bij Kawanakajima
- 1560 Oda Nobunaga wint bij Okehazama.